# Josef Mocbeichel
Josef Mocbeichel (ur. 1909, zm. ?) – zbrodniarz nazistowski, członek załogi niemieckiego obozu koncentracyjnego Mauthausen-Gusen i SS-Rottenführer.
Obywatel czechosłowacki narodowości niemieckiej. Członek Waffen-SS. Od 6 lipca 1943 do 19 grudnia 1943 był strażnikiem w Steyr – podobozie KL Mauthausen. Mocbeichel został osądzony w procesie załogi Mauthausen-Gusen (US vs. Hubert Frisch i inni) i skazany na karę 20 lat pozbawienia wolności. Jak ustalił trybunał, oskarżony zastrzelił na przełomie sierpnia i września 1943 więźnia narodowości jugosłowiańskiej.